# Pastria
Pastria is een geslacht van vlinders uit de familie dikkopjes (Hesperiidae). De wetenschappelijke naam van het geslacht is voor het eerst geldig gepubliceerd in 1949 door William Harry Evans.
De typesoort is Pastria pastria Evans, 1949.

## Soorten
- Pastria albimedia (Joicey & Talbot, 1917)
- Pastria grinpela Parsons, 1986
- Pastria pastria Evans, 1949